# Wolfgang
Wolfgang nebo též počeštěně Volfgang je mužské křestní jméno germánského původu. Vzniklo spojením slov wulf (vlk) a gang (cesta), vykládá se tedy jako vlčí pochod. Podle českého kalendáře slaví svátek dne 31. října, společně se jménem Štěpánka.
Svatý Wolfgang z Řezna byl benediktinský biskup, misionář a mučedník žijící v 10. století v Německu. Mezi známé osobnosti s tímto křestním jménem patří mimo jiné také hudební skladatel Wolfgang Amadeus Mozart a básník Johann Wolfgang von Goethe.

## Domácké podoby
Mezi domácké podoby jména Wolfgang patří Wolf, Wolfík, Wolfa apod.

## Počet nositelů a popularita
K roku 2014 žilo na světě přibližně 1 189 173 nositelů jména Wolfgang a šlo tak o 696. nejčastější křestní jméno na světě. Z toho přes 90 % žije v Německu, kde jde o třetí nejčastější jméno. Četné je též i v Rakousku, kde jde o 14. nejčastější jméno, a i v ostatních německy mluvících zemích. Popularita tohoto jména však již od 70. let 20. století výrazně poklesla.
V Česku jde o poměrně raritní jméno, které se s největší četností vyskytovalo na konci 30. a během 40. let 20. století, ale od roku 1945 se nikdy nenarodilo více než pět nositelů za rok, od roku 1970 se nenarodili více než dva nositelé za rok. Nejvíce nositelů (16) žijících k roku 2016 se narodilo v roce 1942. Nejvíce se toto jméno vyskytuje na severozápadě Čech, s největší hustotou v správním obvodu obce s rozšířenou působností Kraslice, kde žijí tři nositelé a jde tak zde o 332. nejčastější křestní jméno.

## Významné osobnosti
- Josef Wolfgang Dobernig – rakouský politik
- Johann Wolfgang von Goethe – německý básník, prozaik, dramatik a politik
- Wolfgang von Kempelen – rakouský a maďarský úředník, umělec, konstruktér a vynálezce
- Wolfgang Ketterle – německý fyzik
- Wolfgang Kleff – německý fotbalový brankář
- Wolfgang Koeppen – německý spisovatel
- Wolfgang Loitzl – rakouský skokan na lyžích
- Wolfgang Mager – východoněmecký veslař
- Wolfgang Amadeus Mozart – rakouský hudební skladatel
- Franz Xaver Wolfgang Mozart – rakouský hudební skladatel
- Wolfgang Nordwig – východoněmecký sportovec
- Wolfgang Paul – německý fyzik
- Wolfgang Pauli – rakouský fyzik
- Wolfgang Petersen – německý filmový režisér a scenárista
- Wolfgang Rübsam – německý varhaník žijící v USA
- Wolfgang Sawallisch – německý dirigent
- Wolfgang Seguin – německý fotbalista
- Wolfgang Schäuble – německý právník a politik
- Wolfgang Hannibal ze Schrattenbachu – kardinál a olomoucký biskup
- Wolfgang Tillmans – německý fotograf a umělec
- Wolfgang Tümpel – německý zlatník
- Wolfgang Wagner – německý operní režisér a scénograf